# Чукша (река)
Чукша — река в России, протекает в Кировской области и Республике Марий Эл. Устье реки находится в 14 км по левому берегу реки Лаж. Длина реки составляет 19 км.
Исток реки у деревни Окишево в Советском районе Кировской области. Вскоре после истока река перетекает на территорию Сернурского района Марий Эл, нижнее течение и устье находятся в Лебяжском районе Кировской области. Река течёт на северо-восток, на реке село Казанское (где на Чукше плотина и запруда) и несколько деревень.

## Данные водного реестра
По данным государственного водного реестра России относится к Камскому бассейновому округу, водохозяйственный участок реки — Вятка от города Котельнич до водомерного поста посёлка городского типа Аркуль, речной подбассейн реки — Вятка. Речной бассейн реки — Кама.
По данным геоинформационной системы водохозяйственного районирования территории РФ, подготовленной Федеральным агентством водных ресурсов:
- Код водного объекта в государственном водном реестре — 10010300412111100037495
- Код по гидрологической изученности (ГИ) — 111103749
- Код бассейна — 10.01.03.004
- Номер тома по ГИ — 11
- Выпуск по ГИ — 1